# Stowpez
Stowpez (ukrainisch Стовпець; russisch Столбец Stolbez, polnisch Stołbiec) ist ein Dorf im Südwesten der ukrainischen Oblast Riwne mit etwa 900 Einwohnern (2001).

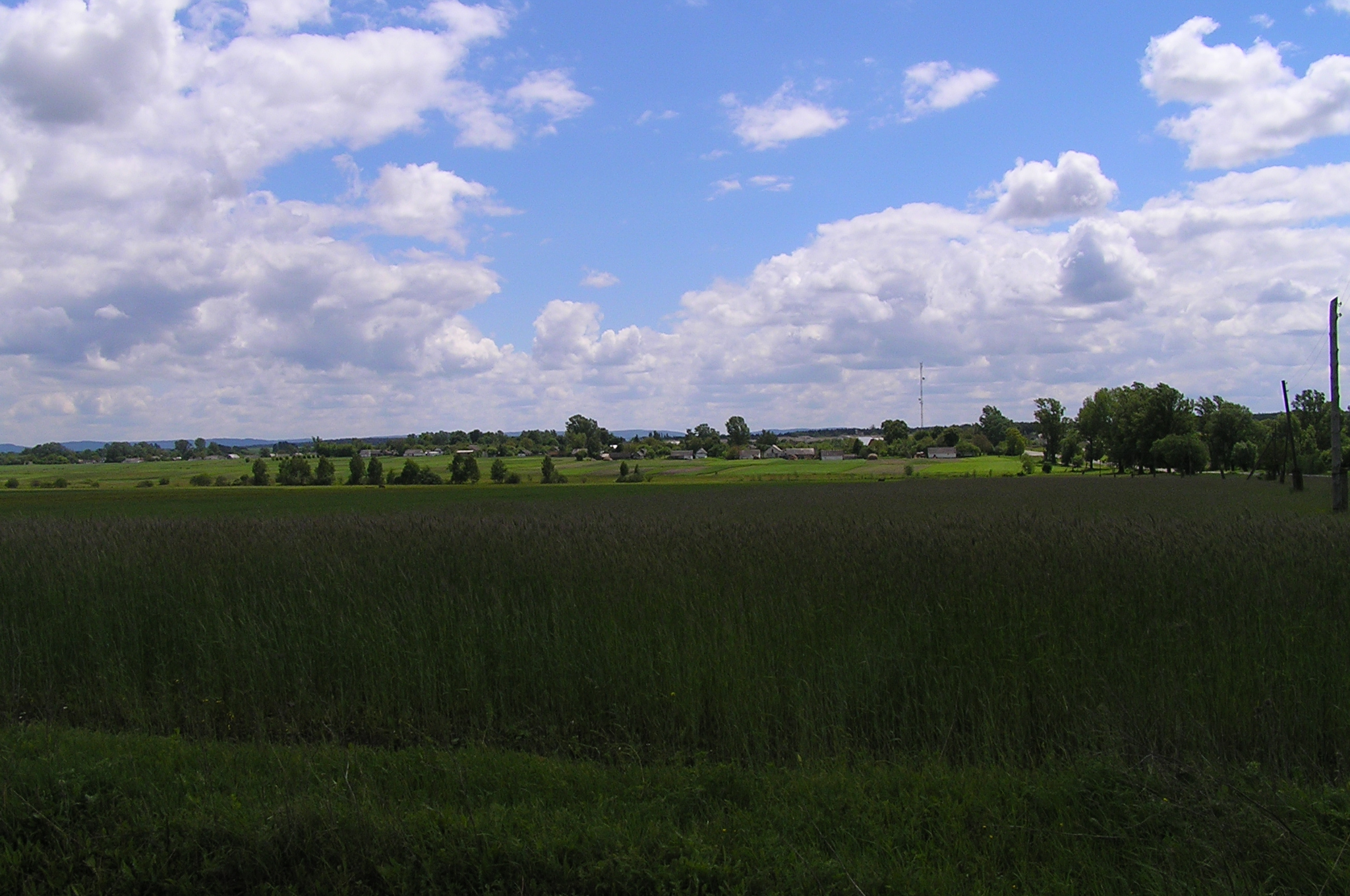
Blick über Getreidefelder auf das Dorf Stowpez

Die Ortschaft liegt auf einer Höhe von 206 m 25 km südwestlich vom Rajonzentrum Dubno und 70 km südwestlich vom Oblastzentrum Riwne. Durch die Ortschaft verläuft die Territorialstraße T–18–21.
Am 12. Juni 2020 wurde das Dorf ein Teil neu gegründeten Landgemeinde Werba, bis dahin bildete es zusammen mit den Dörfern Dubowyzja (Дубовиця), Sabirky (Забірки), Kamjana Werba (Кам'яна Верба) und Ridkoduby (Рідкодуби) die Landratsgemeinde Stowpez (Стовпецька сільська рада/Stowpezka silska rada) im Südwesten des Rajons Dubno.